# Gunter Verjans
Gunter Verjans (Bilzen, 6 oktober 1973) is een voormalig Belgisch voetballer. Verjans is de zoon van ex-voetballer Ludo Verjans.

## Carrière
Verjans startte z'n jeugdopleiding bij Hoeselt SK, maar stapte over naar STVV. Daar maakte hij in 1991 de overstap naar de A-kern van de toenmalige tweedeklasser. In 1994 promoveerde STVV naar eerste klasse. Amper een jaar later versierde Verjans een transfer naar Club Brugge. Met Club Brugge werd hij landskampioen (1996) en bekerwinnaar (1996). In 1999 keerde hij echter terug naar z'n ex-club STVV, waarmee hij in 2003 de bekerfinale verloor. In 2004 kreeg hij een transfer naar het buitenland, naar het Oostenrijkse SC Bregenz. Na één seizoen keerde hij terug naar België, waar hij voor tweedeklasser Antwerp FC ging spelen. Verjans speelde nadien nog voor CS Visé en Spouwen-Mopertingen. In 2011 stopte hij met voetballen.
Verjans speelde tussen 1995 en 1996 vier interlands voor de nationale ploeg van België.